# Neocossyphus
Neocossyphus – rodzaj ptaków z rodziny drozdowatych (Turdidae).

## Zasięg występowania
Rodzaj obejmuje gatunki występujące w Afryce Subsaharyjskiej.

## Morfologia
Długość ciała 20–25 cm, masa ciała 43–80 g.

## Systematyka

### Etymologia
Greckie νεος neos – nowy, dziwny; κοσσυφος kossuphos – kos, drozd (por. rodzaj Cossypha Vigors, 1825, złotokos).

### Podział systematyczny
Do rodzaju należą następujące gatunki:
- Neocossyphus rufus (G.A. Fischer, & Reichenow, 1884) – wahal cynamonowy
- Neocossyphus poensis (Strickland, 1844) – wahal białosterny